# Joaquim Júlio Borges
Joaquim Júlio Borges OA • MPCE (Lisboa, Santa Maria de Belém, 9 de Novembro de 1856 - Lisboa, 7 de Janeiro de 1922) foi um militar português.

## Família
Era filho de Veríssimo José Borges, Escrivão da Armada Real Portuguesa, da Cordoaria Nacional, etc, e de sua mulher Luzia Perpétua Marreiros.

## Biografia
Foi Medalha de Prata de Comportamento Exemplar, como Major do Regimento de Infantaria n.º 8 foi feito Oficial da Ordem de Avis a 1 de Janeiro de 1904 (Ordem do Exército, 1904, 2.ª Série, n.º 1, p. 2), etc, Coronel da Arma de Infantaria, Inspetor de Infantaria da 2.ª e 4.ª Divisões Militares, Comandante do Regimento de Infantaria n.º 15 de 1911 a 1912, Comandante do Regimento de Infantaria n.º 1 de 1912 a 1914, etc.

## Casamento e descendência
Casou em Lisboa, Ajuda, a 19 de Julho de 1888 com Dulce Mouzinho de Albuquerque (Leiria, Leiria, 13 de Junho de 1865 -?), filha bastarda de Fernando Luís Mouzinho de Albuquerque e de Mafalda Augusta Barbosa de Miranda de Seabra Jacques, de quem teve duas filhas e um filho:
- Dulce Mouzinho de Albuquerque Borges, que faleceu solteira
- Júlia Mouzinho de Albuquerque Borges, que não casou e viveu no antigo Convento de Santos-o-Novo
- Fernando Júlio Mouzinho de Albuquerque Borges